# Seconds Out
Seconds Out —en español: Segundos fuera— es el segundo álbum en vivo de la banda inglesa de rock progresivo Genesis. 

## Detalles
Fue lanzado como un álbum doble el 14 de octubre de 1977 por Charisma Records y fue el último con el guitarrista Steve Hackett antes de su partida. La mayoría se grabó en junio de 1977 en el Palais des Sports de París durante el Wind & Wuthering Tour. 
Una pista, "The Cinema Show", se grabó el año anterior en el Pavilion de Paris durante su gira A Trick of the Tail Tour.
Seconds Out recibió críticas promedio a positivas tras su lanzamiento y alcanzó el puesto número 4 en el Reino Unido y el número 47 en los EE. UU. Su lanzamiento coincidió con la partida del guitarrista Steve Hackett, quien dejó el grupo durante las etapas de mezcla del álbum, reduciendo así a Genesis al trío central del teclista Tony Banks, el guitarrista y bajista Mike Rutherford y el baterista y cantante Phil Collins, quienes grabaron ...And Then There Were Three... para este momento. Seconds Out se ha reeditado en CD en 1994 y 2009, este último como parte de la caja recopilatoria Genesis Live 1973-2007.

## Historia
En julio de 1977, la formación de Genesis del cantante y baterista Phil Collins, el teclista Tony Banks, el bajista Mike Rutherford, el guitarrista Steve Hackett y el baterista de gira Chester Thompson terminaron una gira de siete meses promocionando Wind & Wuthering (1976). Para su siguiente paso, el grupo comenzó el proceso de seleccionar grabaciones en vivo de la gira de 1977 para un lanzamiento oficial, convirtiéndose en su segundo álbum en vivo, el primero fue Genesis Live (1973).

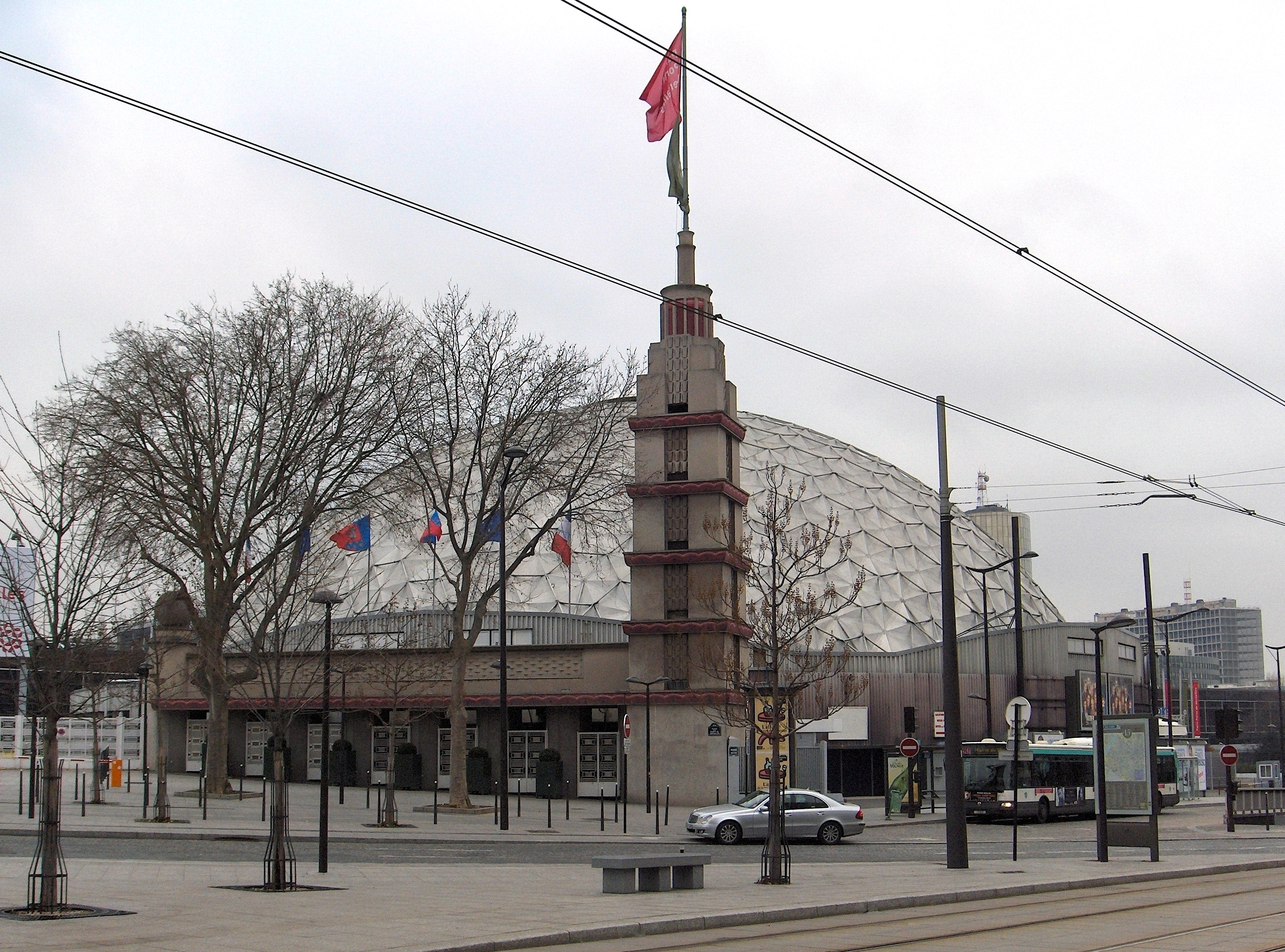
Gran parte del álbum se grabó en el Palais des Sports, París

Seconds Out se compila principalmente a partir de las cuatro fechas de la banda en el Palais des Sports de París entre el 11 y el 14 de junio de 1977. Los shows fueron grabados y transmitidos en parte por la estación de radio francesa RTL. Una canción, "The Cinema Show", se grabó en el Pavillon de Paris el 23 de junio de 1976 durante la gira de 1976 promocionando a A Trick of the Tail (1976). Esto presenta a Bill Bruford en la batería. "I Know What I Like" contiene un fragmento de la canción de 1953 "I Love Paris".
Los créditos del álbum incluyen detalles de qué baterista(s) están tocando en cada canción. Mezcladas con estos créditos están las notas "Robbery Assault & Battery - solo de teclado Phil" y "Cinema Show - Bill Bruford, Phil solo de teclado". Esto debería interpretarse en el sentido de que Collins tocó la batería (junto con Thompson o Bruford) durante ese solo, no que Collins tocó los teclados.

### Partida de Hackett
Cuando Seconds Out se anunció en la prensa el 8 de octubre de 1977, la noticia coincidió con la salida de Hackett de Genesis. Había anunciado su decisión al grupo dos meses antes mientras se seleccionaban y mezclaban las canciones para el álbum. Collins recordó haber visto a Hackett en la calle mientras se dirigía al estudio y le ofreció llevarlo, pero Hackett se negó. Collins se enteró por Banks y Rutherford que Hackett había renunciado. Hackett dijo más tarde que si se hubiera subido al auto, Collins habría sido la única persona que lo habría hecho reconsiderar.
En el video documental de 1990 Genesis - A History, Banks bromeó diciendo que, como resultado, Hackett fue aislado de Seconds Out. Aunque la guitarra de Hackett es audible, carece del volumen de los álbumes anteriores o de los bootlegs de la gira de 1977.

## Lanzamiento
Seconds Out fue lanzado el 14 de octubre de 1977. Charisma Records organizó una extensa campaña promocional para el álbum que incluyó doble página en periódicos, escaparates, carteles a color y comerciales en la radio nacional. En los Estados Unidos, el álbum fue lanzado por Atlantic Records. Alcanzó el puesto número 4 en la lista de álbumes del Reino Unido y el número 47 en el Billboard 200 de EE. UU.

## Recepción
Hugh Fielder de Sounds le dio al álbum cinco estrellas de cinco. El reportero de Melody Maker Chris Welch, con la ayuda de Bob Gallagher, también elogió el álbum. Rolling Stone elogió la encarnación contemporánea de la banda, señalando que tenían "menos dependencia de la teatralidad" que antes de la partida de Peter Gabriel, "y una cucharada adicional de inclinaciones de jazz-rock".
En su reseña retrospectiva, AllMusic escribió que las interpretaciones de canciones de A Trick of the Tail y Wind & Wuthering de Genesis superan las grabaciones de estudio, con "soberbias voces de Collins en todo momento" y percusión de Chester Thompson, que describieron como "al menos un partido por la mejor jugada de Collins". Sin embargo, consideraron que las pistas de álbumes anteriores eran más débiles y encontraron que Collins "...no puede igualar la sutileza o la expresividad del canto de Gabriel, aunque se acerca".
El baterista de Foo Fighters, Taylor Hawkins, ha descrito Seconds Out como "una de mis biblias de batería" y "uno de mis discos de batería con sonido favorito también".

## Reediciones
En 1994, Virgin Records en Europa y Atlantic Records en los Estados Unidos lanzaron una versión remasterizada digitalmente en CD. Seconds Out fue reeditado con nuevas mezclas de sonido estéreo y envolvente 5.1 completadas por Nick Davis y lanzado como parte de la caja recopilatoria Genesis Live 1973-2007 en septiembre de 2009. En el LP original, "Dance on a Volcano" y "Los Endos" fueron colocadas como una sola pista. Este error se corrigió en la caja recopilatoria. En noviembre de 2012, se lanzó un LP del 35° aniversario con la remasterización de 2009.

## Listado de canciones

### Disco uno
| Pista | Título Inglés                         | Título Español                          | Del Álbum                      | Autores                                                   | Duración |
| ----- | ------------------------------------- | --------------------------------------- | ------------------------------ | --------------------------------------------------------- | -------- |
| 1.    | Squonk                                | Squonk                                  | A Trick of the Tail            | Tony Banks/Mike Rutherford                                | 6:39     |
| 2.    | The Carpet Crawlers                   | Los Que Se Arrastran En La Alfombra     | The Lamb Lies Down on Broadway | Banks/Phil Collins/Steve Hackett/Peter Gabriel/Rutherford | 5:27     |
| 3.    | Robbery, Assault & Battery            | Robo, Asalto & Agresión                 | A Trick of the Tail            | Banks/Collins                                             | 6:02     |
| 4.    | Afterglow                             | Resplandor Crepuscular                  | Wind & Wuthering               | Banks                                                     | 4:29     |
| 5.    | Firth Of Fifth                        | Fiordo del Quinto                       | Selling England by the Pound   | Banks/Collins/Hackett/Gabriel/Rutherford                  | 8:56     |
| 6.    | I Know What I Like (In Your Wardrobe) | Se Lo Que Me Gusta (En Tu Guardarropas) | Selling England by the Pound   | Banks/Collins/Hackett/Gabriel/Rutherford                  | 8:45     |
| 7.    | The Lamb Lies Down on Broadway        | El Cordero Yace En Broadway             | The Lamb Lies Down on Broadway | Banks/Collins/Hackett/Gabriel/Rutherford                  | 4:59     |
| 8.    | The Musical Box (Closing Section)     | La Cajita Musical (Sección Final)       | Nursery Cryme                  | Banks/Collins/Hackett/Gabriel/Rutherford                  | 3:18     |

- En algunas ediciones del álbum, la canción "The Musical Box" figura erróneamente como "The Musical Fox" o también como "The Musical Bow".
- En algunas ediciones del álbum, la canción "The Carpet Crawlers" figura erróneamente como "The Carpet Crawl".

### Disco dos
| Pista | Título Inglés      | Título Español     | Del Álbum                    | Autores                                  | Duración |
| ----- | ------------------ | ------------------ | ---------------------------- | ---------------------------------------- | -------- |
| 1.    | Supper's Ready     | La Cena Está Lista | Foxtrot                      | Banks/Collins/Hackett/Gabriel/Rutherford | 24:33    |
| 2.    | The Cinema Show    | La Función de Cine | Selling England by the Pound | Banks/Collins/Hackett/Gabriel/Rutherford | 10:58    |
| 3.    | Dance on a Volcano | Baila En Un Volcán | A Trick of the Tail          | Banks/Collins/Hackett/Rutherford         | 4:24     |
| 4.    | Los Endos          | Los Endos          | A Trick of the Tail          | Banks/Collins/Hackett/Rutherford         | 7:14     |

- En algunas ediciones del álbum, las canciones 3 y 4 del disco 2 pueden tener mal asentados los tiempos, 8:24 y 3:13 respectivamente. Esto se debe a que los cuatro primeros minutos de "Los Endos" están acoplados al final de "Dance on a Volcano". "Los Endos" comienza realmente con el dúo de baterías entre Chester Thompson y Phil Collins.

## Título del álbum
El título del álbum "Segundos Afuera" es una referencia a la habitual frase utilizada en el boxeo: durante los instantes previos al asalto, está permitido que ingresen al cuadrilátero los segundos del púgil (directores técnicos, médicos, masajistas etc.), pero el tañido de la campana implica "Segundos Afuera", es decir, que todos deben salir y sólo permanecerán en el ring los contendientes.
Hay una serie de posibles interpretaciones adicionales que se han dado al título del álbum, pero nunca han sido confirmadas por nadie del grupo:
- Este segundo álbum en vivo de Genesis se llama "Seconds Out" (Second = segundo) y el tercer álbum en vivo se llama "Three Sides Live" (Three = tres), aunque "Live" (el primer álbum en vivo de Genesis) no fue numerado com un uno y "The Way We Walk" (el cuarto álbum en vivo) tampoco tiene ningún cuatro en el título.
- El primer álbum, "Live", tiene una sola palabra en el título, el segundo "Seconds Out" tiene dos palabras en el título, el tercero "Three Sides Live" tiene tres palabras en el título y finalmente el cuarto álbum en vivo "The Way We Walk" tiene cuatro palabras en el título.
- El segundo miembro de la formación clásica de Genesis (Steve Hackett) estaba dejando la banda y probablemente por eso decidieron elegir el nombre de su próximo álbum como "And Then There Were Three” (en castellano "Y Entonces Quedaron Tres").

## Datos adicionales
- Grabado en París, Francia entre 1976 y 1977, con equipamientos "The Manor Mobile"
- Mezclado en los estudios Trident, Londres, Inglaterra
- Asistido por Neil Ross
- Fotos del álbum: Armando Gallo (frente y trasera), Robert Ellis y Graham Wood
- Diseño del álbum: A&D Design
- Dirección artística: Frank Sanson
- Mánagers: Rony Smith, Alex Sim y Brian
- Sonido: Craig Schertz
- Iluminación: Alan Owen
- Asistente de iluminación: T.H.
- Monitores: M.L.
- Mánager de gira: Dik Fraser
- Asistente del Mánager de gira: Tex Read
- Arreglo de guitarras: Dale Newman
- Arreglo de teclados: Geoff Banks
- Arreglo de baterías: Andrew Mackrill
- Escenario y efectos especiales: Harvey Naker
- Lasers: Randy Blair y Hunter MacDonald
- Transporte: Shirley Trucking

## Formación
- Phil Collins - Voz principal, batería Premier y Gretsch, percusión
- Tony Banks - Piano eléctrico RMI, órgano Hammond T, ARP Pro Soloist, Melotrón 400, guitarra Epiphone de doce cuerdas, coros
- Steve Hackett - Guitarra Gibson Les Paul y Hokada de doce cuerdas
- Mike Rutherford - Bajo, guitarra, coros
- Chester Thompson - Batería Pearl y percusión (excepto en "The Cinema Show")
- Bill Bruford - Batería Ludwig y Hayman, percusión (en "The Cinema Show")

Con las siguientes variaciones:
- Robbery, Assault & Battery: Batería por Phil Collins en el solo de teclado
- Firth of Fifth: Batería en dúo por Phil Collins y Chester Thompson
- Supper's Ready - Apocalypse In 9/8: Batería en dúo por Phil Collins y Chester Thompson
- The Cinema Show: Batería por Bill Bruford, y por Phil Collins en el solo de teclado
- Dance on a Volcano/Los Endos: Batería en dúo por Phil Collins y Chester Thompson